# Malouinière du Grand Val Ernoul
La malouinière du Grand Val Ernoul est une malouinière située sur la commune de Saint-Méloir-des-Ondes, dans le département d’Ille-et-Vilaine en région Bretagne. 

## Historique
La demeure actuelle est construite en 1719 par la famille Porée, en remplacement de l'ancien manoir attesté au début du XVIe siècle.
Le domaine passe à la famille Robert de Lamennais à partir de 1759. Jean-Marie de La Mennais et Félicité Robert de Lamennais y passeront des séjours.
Les façades et toitures du corps de logis principal et son escalier intérieur (à l'exclusion des autres pièces et des ailes construites à la fin du XXe siècle), la cour d'entrée pour sa clôture et son sol d'assiette (sauf les des dépendances), les jardins clos de murs en totalité et l'avenue établie au nord-ouest sont inscrites au titre des monuments historiques par arrêté du 14 novembre 2013.